# Olivier Adam (Diplomat)
Olivier Adam ist ein französischer Diplomat, er war von 2017 bis 2020 Exekutivkoordinator des Freiwilligenprogramms der Vereinten Nationen (UNV) in Bonn.

## Ausbildung
Olivier Adam schloss zunächst ein Studium in Ökonomie und Finanzwesen am Institut d’études politiques (Sciences-Po) in Paris ab und erwarb ein Diplôme d’études supérieures spécialisées in Internationales Finanzwesen an der Universität Paris-Dauphine. Danach absolvierte er jeweils einen Masterstudiengang in Öffentlicher Verwaltung an der Kennedy School of Government der Harvard University und in Ökonomie an der London School of Economics and Political Science (LSE).

## Karriere
Adam begann seine Laufbahn bei den Vereinten Nationen als Beamter beim Kapitalentwicklungsfonds (UNCDF), wo er von 1987 bis 1990 arbeitete. Für das Entwicklungsprogramm der Vereinten Nationen (UNDP) war er in den folgenden Jahren in Argentinien und Haiti tätig, er war stellvertretender Leiter des Regionalbüros des UNDP für Europa und die Commonwealth-Staaten (1993–1996) und arbeitete bis 2000 für das Unterstützungsprogramm für das palästinensische Volk (PAPP).
In den Folgejahren diente er in verschiedenen Abteilungen des UNDP-Hauptquartiers in New York, u. a. als Leiter des HIV-/AIDS-Teams. Danach war er Regionalbeauftragter des UNDP in der Ukraine und in der Slowakei. Er war von 2014 bis 2016 stellvertretender Regionaldirektor des Büros für Europa und die Commonwealth-Staaten in Istanbul.
Am 2. Januar 2017 wurde Olivier Adam zum Exekutiv-Koordinator des UN-Freiwilligenprogramms (UNV) in Bonn ernannt, das jedes Jahr etwa 6500 Freiwillige in 125 Ländern der Erde betreut. 2020 übergab er das Amt an Toily Kurbanov.